# Lucio Cornelio Scipione Barbato
Lucio Cornelio Scipione Barbato (337 a.C. – 270 a.C.) è stato un politico e militare romano, console nel 298 a.C.

## Biografia
Fu eletto console per l'anno successivo nel 299 a.C. con Gneo Fulvio Massimo Centumalo. Mentre a Lucio Cornelio toccò in sorte la campagna contro gli Etruschi, a Gneo Fulvio toccò quella contro i Sanniti, ai quali era stata dichiarata guerra, quando non accettarono di ritirarsi dal territorio dei Lucani. L'esercito romano sconfisse quello etrusco a Volterra, dove si svolse una violentissima battaglia, il cui esito fu chiaro solo il giorno seguente al combattimento, quando i romani si accorsero che gli Etruschi, avevano abbandonato i propri accampamenti. Sulla via del ritorno, i romani saccheggiarono le campagne dei Falisci.
Ebbe due figli: Lucio Cornelio Scipione e Gneo Cornelio Scipione Asina.

## Sarcofago
Il suo sarcofago, rinvenuto nel sepolcro familiare fondato da lui stesso e ora conservato nei Musei Vaticani, mantiene intatto l'epitaffio, probabile estratto della sua laudatio funebris, inciso sulla parte basale del sarcofago in latino arcaico e con metrica saturnina (mentre è presente una seconda iscrizione sul fastigio), al posto di una preesistente iscrizione erasa:
PROGNATVS·FORTIS·VIR·SAPIENSQVE—QVOIVS·FORMA·VIRTVTEI·PARISVMA

FVIT—CONSOL CENSOR·AIDILIS·QVEI·FVIT·APVD·VOS—TAVRASIA·CISAVNA

SAMNIO·CEPIT—SVBIGIT·OMNE·LOVCANA·OPSIDESQVE·ABDOVCIT»
(CIL VI, 1284)
La sua censura del 280 a.C. è memorabile in quanto fu la prima sulla quale abbiamo una testimonianza affidabile, malgrado tale magistratura fosse già da molto tempo in vigore.
Il sarcofago, originariamente nella tomba degli Scipioni sulla via Appia era in peperino, databile con relativa esattezza al 280 a.C. Era l'unico ad avere un'elaborata decorazione di ispirazione architettonica. È infatti concepito a forma di altare, con una cassa sensibilmente rastremata, con modanature in basso e, nella parte superiore, con un fregio dorico con dentelli, triglifi e metope decorate da rosette una diversa dall'altra. Il coperchio termina con due pulvini laterali che assomigliano di lato alle volute dell'ordine ionico. Inoltre sul fianco superiore si trova scolpito un oggetto cilindrico, terminante alle due estremità con foglie di acanto.
La grande raffinatezza artistica del pezzo, con il gusto di mescolare gli stili (dorico, ionico e corinzio) deriva da modelli della Magna Grecia o della Sicilia ed è una straordinaria testimonianza della precoce apertura all'ellenismo nel circolo degli Scipioni.
Oltre all'elogio scolpito sulla cassa, il coperchio presenta sulla fronte un'iscrizione dipinta con il patronimico del defunto ([L(UCIOS) CORNELI]O(S) CN(EI) F(ILIOS) SCIPIO).
È discussa la cronologia relativa delle tre iscrizioni (quella erasa sulla cassa, l'"elogium" ancora leggibile sulla cassa ed il patronimico dipinto sul coperchio). Secondo il Wölfflin, si dovrebbe riconoscere una triplice successione: l'iscrizione dipinta sarebbe quella originaria (databile al 270 a.C. ca.) a cui se ne sarebbe aggiunta una contenente i soli dati onomastici e le cariche (incisa sulla cassa intorno al 200 a.C.), erasa per far posto all'elogio (intorno al 190). Del tutto differente la ricostruzione proposta da Coarelli, secondo il quale la più antica iscrizione (270 a.C. ca.) sarebbe quella scalpellata, trascritta sul coperchio intorno al 190 a.C. per far posto all'elogio: questo intervento potrebbe essere stato commissionato da Scipione l'Africano. È probabile che nel corso di una delle trascrizioni si sia incorsi nell'errore di attribuire a Scipione il trionfo sui Lucani, mentre Livio parla dell'assegnazione allo stesso dell'incarico provinciale in Etruria. La fonte archeologica insieme a quella storico artistica e epigrafica sembra contraddire quella letteraria.